# West Sacramento
West Sacramento ist eine Stadt im Yolo County im US-Bundesstaat Kalifornien, USA, mit 44.928 Einwohnern (Stand: 2006). Die geographischen Koordinaten lauten: 38,56° Nord, 121,55° West. Das Stadtgebiet hat eine Größe von 59,2 km². Die kalifornische Hauptstadt Sacramento liegt auf der gegenüberliegenden Seite des Sacramento Rivers.
Verkehrsmäßig ist West Sacramento durch die Interstate 80 erschlossen, von der im Ortsgebiet der US 50 abzweigt, sowie durch den Sacramento Deep Water Ship Channel, der hier im Sacramento River endet.
Die Stadt liegt auf einer Schwemmebene gegenüber der Mündung des American River in den Sacramento und gilt als extrem überschwemmungsgefährdet.
Der Ort ist u. a. Sitz von The Raley's Companies.

## Belege
1. ↑  38°34'16.0"N 121°32'21.0"W - Google Maps. In: google.de. Abgerufen am 31. Oktober 2017.
2. ↑  A massive storm flooded Houston. Experts say California’s state capital could be next. - The Washington Post. In: washingtonpost.com. Abgerufen am 31. Oktober 2017.